# واردوهی
آنا نامورازیان-چیلینگاریان (ارمنی: Աննա Նամուրազյան-Չիլինգարյան؛ با نام هنری واردوهی (ارمنی: Վարդուհի؛  ۱۵ اوت ۱۸۶۲ – ۱۴ مارس ۱۹۴۵) یک بازیگر تئاتر اهل ارمنستان بود. وی بین سال‌های ۱۸۹۵ تا ۱۹۲۲ میلادی فعالیت می‌کرد.

## زندگی‌نامه
وی با نام اصلی آنا نامورازیان-چیلینگاریان (ارمنی: Աննա Նամուրազյան-Չիլինգարյան در ۱۵ اوت ۱۸۶۲ در تفلیس به دنیا آمد وی از شاگردان گابریل سوندوکیان بود.  در سال ۱۹۲۲ به واسطه بیماری از فعالیت هنری بازماند. وی در ۱۴ مارس ۱۹۴۵ در سن ۸۲ سالگی در تفلیس درگذشت.